# Szany
Szany è un comune di 2 265 abitanti situato nella contea di Győr-Moson-Sopron, nell'Ungheria nordoccidentale.